# Christiansted
Christiansted – miasto na Wyspach Dziewiczych Stanów Zjednoczonych; na wyspie Saint Croix; 2600 mieszkańców (2006). Przemysł spożywczy. W mieście znajduje się Port lotniczy Christiansted.